# Hoshalli, Koppal
Hoshalli là một làng thuộc tehsil Koppal, huyện Koppal, bang Karnataka, Ấn Độ.